# ГЕС Ель-Альто
ГЕС Ель-Альто — гідроелектростанція на заході Панами в провінції Чирикі. Знаходячись між ГЕС Монте-Ліріо (вище по течії) та ГЕС Бахо-де-Міна, входить до складу каскаду на річці Chiriqui Viejo, що тече неподалік кордону з Коста-Рикою до впадіння в Тихий океан за три десятки кілометрів на захід від столиці названої провінції міста Давид.
У межах проекту Chiriqui Viejo перекрили бетонною гравітаційною греблею висотою 52 метри та довжиною 195 метрів, яка утримує водосховище з об'ємом 4,5 млн м3. Зі сховища під лівобережним гірським масивом прокладено підвідний дериваційний тунель довжиною 3 км, який на завершенні з'єднаний з верхнім балансувальним резервуаром шахтного типу. Далі до розташованого за 0,5 км наземного машинного залу прокладений напірний водовід.
Основне обладнання станції становлять три турбіни типу Френсіс потужністю по 22,3 МВт, які при напорі у 122 метри повинні забезпечувати виробництво 270 млн кВт-год електроенергії на рік.
Відпрацьована вода по каналу довжиною 0,15 км повертається у Chiriqui Viejo.
Видача продукції здійснюється по ЛЕП, розрахованій на роботу під напругою 230 кВ.